# Il drago rinato
Il drago rinato (titolo originale: The Dragon Reborn) è un romanzo fantasy del 1991 scritto dallo statunitense Robert Jordan, terzo capitolo della serie La Ruota del Tempo.
L'edizione originale inglese è stata pubblicata da Tor Books il 15 ottobre 1991; la prima edizione italiana è stata pubblicata da Interno Giallo - Mondadori nel febbraio 1995; è stato riedito da Fanucci Editore nel 2003 mentre nel 2006 è uscita l'edizione tascabile (collezione TIF Extra).
Il drago rinato consiste in un prologo e 56 capitoli.

## Dalle Montagne di Nebbia a Tear
Rand al'Thor, dichiarato Drago Rinato dall'Aes Sedai Moiraine Damodred alla fine del libro precedente (La grande caccia), viene attaccato dai Trolloc nel suo rifugio sulle Montagne di Nebbia. In seguito Rand lascia in segreto il rifugio, per recarsi a Tear a dimostrare sia a sé stesso, che al mondo, di essere realmente il Drago Rinato: infatti secondo una profezia, solo il vero Drago Rinato potrebbe riuscire ad impugnare Callandor (un sa'angreal custodito a Tear) ed espugnare la fortezza della città, la Pietra di Tear. Lungo la via Amici delle Tenebre e Segugi Neri gli danno la caccia vanamente.
Moiraine, il suo Custode Lan Mandragoran, Perrin Aybara e Loial inseguono Rand; essi riescono a ricostruire il percorso di Rand seguendo la scia di eventi improbabili che, come potente ta'veren, egli si lascia alle spalle. Lungo la strada incontrano anche una Cacciatrice del Corno, Faile Bashere, combattono contro un Uomo Grigio, i Segugi Neri e scoprono inoltre che il Reietto Sammael governa il regno e la città di Illian, da cui perciò devono fuggire.

## Da Tar Valon a Tear
Mat Cauthon viene portato a Tar Valon dall'Aes Sedai Verin Mathwin, che riaccompagna alla Torre Bianca Nynaeve al'Meara, Egwene al'Vere, Elayne Trakand, però alle porte della città le giovani donne si scontrano con i Figli della Luce. Anche Hurin è con loro, ma subito dopo il loro arrivo, egli parte per Fal Dara per fare rapporto a Re Easar dello Shienar.
L'Amyrlin Seat, Siuan Sanche, dopo aver punito le tre giovani donne per la loro fuga, consente ad Egwene ed Elayne di affrontare e passare il test per diventare Ammesse. Quindi assegna a Nynaeve ed Egwene (ed in seguito anche ad Elayne) il compito di trovare le componenti dell'Ajah Nera che sono fuggite rubando dei ter'angreal ed uccidendo alcune persone; una pista porta anche le tre Ammesse fino a Tear.
Nel frattempo, sempre alla Torre Bianca, tramite l'uso di un potente sa'angreal, Mat viene guarito una volta per tutte dalla corruzione causata dall'influenza del Pugnale di Shadar Logoth. Ancora non completamente guarito, Mat sconfigge contemporaneamente Galad Damodred e Gawyn Trakand (loro armati di spade e lui di un bastone da combattimento); questo gli procura abbastanza soldi da poter tentare di scappare da Tar Valon. Inoltre Elayne lo incarica di recare una lettera a sua madre, la regina Morgase di Andor, in cui le spiega che dovrà lasciare la Torre per un po' di tempo, senza però rivelare il motivo o la destinazione del viaggio; intanto Egwene e Nyaneve procurano a Mat una lettera dell'Amyrlin in persona, che gli garantisce un ampio salvacondotto.
Mat trova Thom Merrilin in una locanda, e insieme scappano da Tar Valon dirigendosi a Caemlyn, dove Mat consegna la lettera e scopre per caso, un complotto di lord Gaebril, l'amante di Morgase, per uccidere la principessa Elayne, erede al trono di Andor. Cercando di prevenire l'omicidio, Mat si mette all'inseguimento delle tre Ammesse, che sono già sulla via per Tear.
Intanto, lungo la via per Tear, Egwene, Nynaeve ed Elayne sono costrette a fare una sosta forzata sul fiume Erinin, incontrano delle Fanciulle della Lancia (tra le quali fa la sua prima comparsa Aviendha) quindi affrontano degli uomini che cercano di rapirle ed anche un Fade.

## Nella Pietra di Tear
A Tear Nynaeve, Egwene ed Elayne vengono tradite da Juilin Sandar, un cacciatore di ladri, che si trovava sotto l'influenza di una forma di coercizione da parte di Liandrin, dell'Ajah Nera e perciò esse vengono imprigionate nella Pietra di Tear.
Nella stessa notte in cui Rand penetra nella Pietra, e che gli Aiel l'attaccano, anche Mat riesce ad intrufolarsi nella fortezza, assieme al pentito Juilin, per liberare le sue tre amiche. Nel frattempo Faile cade in una trappola dell'Ajah Nera pensata per Moiraine, e Perrin rischia la sua vita nel Tel'aran'rhiod per salvarla.
Nel Cuore della Pietra, Rand ed il Reietto Be'lal (che governa Tear sotto il nome di Alto Signore Samon) duellano e Rand sta per essere sconfitto, ma Moiraine, interviene in tempo: interrompe il duello ed uccide Be'lal con il fuoco malefico. Immediatamente da Tel'aran'rhiod appare Ba'alzamon, che mette fuori gioco Moiraine ed attacca Rand; Rand afferra Callandor, provando così di essere davvero il Drago Rinato, e con quella lo uccide.
Rand pensa di avere eliminato Shai'tan in persona, ma Moraine spiega che il Tenebroso non è un essere umano e che perciò non poteva essere veramente lui, bensì un uomo che si spacciava per Ba'alzamon. Egwene, ricordando una profezia che Verin le aveva illustrato, deduce che l'uomo ucciso da Rand potrebbe essere Ishamael. Infine gli Aiel, che nel frattempo hanno occupato la Pietra di Tear, rivelano di essere anche conosciuti come il Popolo del Drago, mentre Berelain riporta a Rand un inquietante messaggio di Lanfear.

## Particolarità
Tra i libri de La Ruota del Tempo, Il Drago Rinato è unico in quanto ha solo una manciata di capitoli narrati dal punto di vista del protagonista della saga, Rand al'Thor (3 capitoli su 43, da quando lascia il campo Shienarese al suo arrivo a Tear), infatti quasi tutti i capitoli sono narrati dal punto di vista dei suoi amici ed alleati, o dei suoi oppositori. La particolarità di questa scelta narrativa viene ulteriormente sottolineata dal fatto che Rand oltre che essere il protagonista assoluto della saga, come Drago Rinato è proprio colui che dà il titolo al libro stesso. Tuttavia, sebbene compaia direttamente in ben pochi capitoli, la sua figura è comunque costantemente presente: infatti tutti i personaggi principali nel libro si muovono verso il grande finale, per cercare di aiutarlo o di ostacolarlo, di raggiungerlo oppure di catturarlo od ucciderlo.